# Erich Mielke

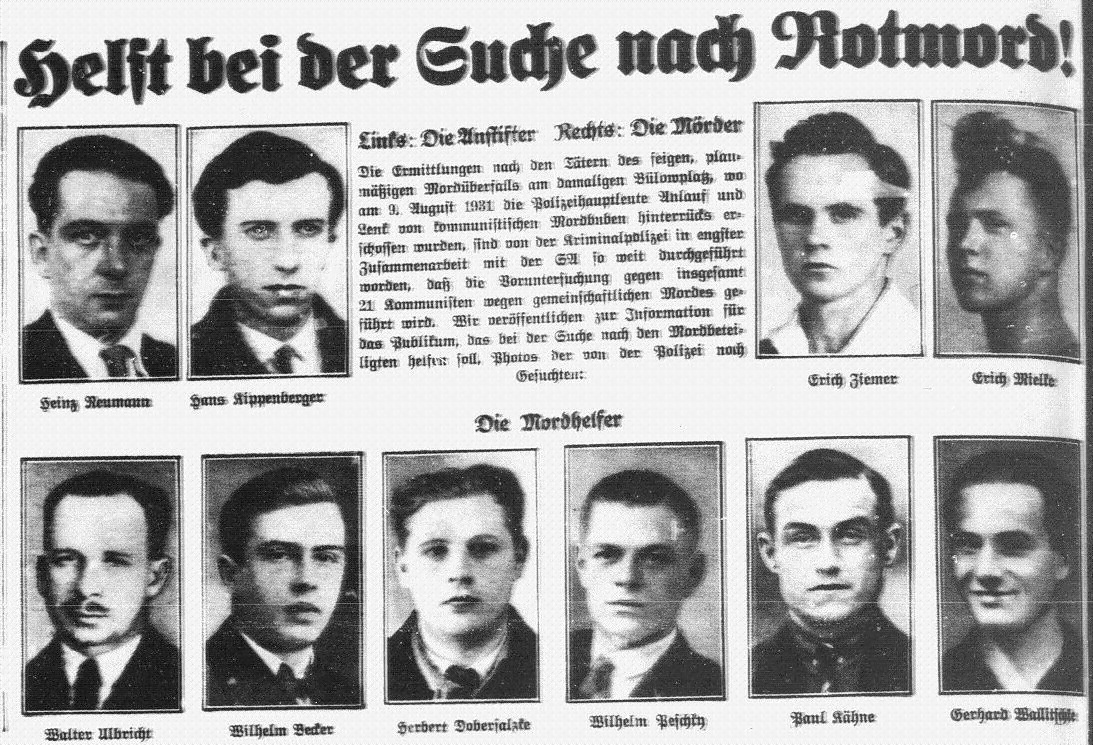
List gończy za podejrzanymi o zabicie dwóch policjantów dnia 9 sierpnia 1931. Mielke pierwszy z prawej u góry, na dole pierwszy z lewej przyszły przywódca NRD Walter Ulbricht

Erich Fritz Emil Mielke (ur. 28 grudnia 1907 w Berlinie, zm. 21 maja 2000 tamże) – niemiecki polityk i funkcjonariusz komunistyczny. Członek Komunistycznej Partii Niemiec od 1925. W latach 1957–1989 był ministrem bezpieczeństwa NRD i stał na czele wschodnioniemieckiej służby bezpieczeństwa Stasi.

## Życiorys
Urodził się w rodzinie robotniczej leśnika i szwaczki. Po ukończeniu szkoły podstawowej i gimnazjum podjął pracę handlowego ekspedytora. Jednocześnie był redaktorem komunistycznej gazety Die Rote Fahne. Od 1921 działał w komunistycznej organizacji młodzieżowej, a od 1925 – w Komunistycznej Partii Niemiec.
W 1930 został po raz pierwszy aresztowany za udział w nielegalnej manifestacji. W 1931 w czasie demonstracji w Berlinie brał udział w zabójstwie dwóch policjantów – uciekając przed aresztowaniem wyjechał najpierw do Belgii, a stamtąd  w 1932  do Moskwy, gdzie studiował w Międzynarodowej Szkole Leninowskiej w Moskwie.
Od września 1936 do marca 1939 brał udział w wojnie domowej w Hiszpanii. Po jej zakończeniu ukrywał się na terenie Francji.
W 1943 został przymusowo wcielony do Organizacji Todt. Po zajęciu Berlina przez wojska radzieckie w 1945 podjął służbę jako inspektor policyjny, rozpoczynając karierę polityczno-wywiadowczą. Jeden z głównych twórców oraz wieloletni (1957–1989) szef służby bezpieczeństwa w NRD – Stasi. Pod jego rządami aparat bezpieczeństwa stale się rozrastał, stopniowo obejmując swą kontrolą wszystkie dziedziny życia społecznego. Inwigilacji poddany został cały naród, nie wyłączając członków rządzącej partii, a nawet osób zajmujących czołowe funkcje w państwie. W tym celu utworzono specjalne tajne archiwum, któremu nadano kryptonim „Czerwony goździk”. „Towarzysze, my musimy wszystko wiedzieć” („Genossen, wir müssen alles wissen”) – była to maksyma szefa służby bezpieczeństwa. Z racji sprawowanych funkcji był „skoszarowany” w partyjno-rządowych osiedlach kierownictwa NRD – początkowo wokół Majakowskiring w Berlinie-Pankow, następnie na Osiedlu Leśnym pod Bernau. 
7 listopada 1989, wraz z podaniem do dymisji całego rządu przez premiera Willy’ego Stopha, ustąpił z urzędu. 3 grudnia 1989 wykluczony z Socjalistycznej Partii Jedności Niemiec (SED). 7 grudnia 1989 został tymczasowo aresztowany pod zarzutem m.in. działania sprzecznego z konstytucją. Później dołączono kolejne zarzuty – przestępstw przeciwko ludzkości oraz pogwałcenia prawa (Rechtsbeugung).
W 1993 skazany na karę 6 lat więzienia – za zabójstwo dwóch policjantów z czasów Republiki Weimarskiej. Wyszedł na wolność po odbyciu dwóch trzecich kary.
Pochowany na Cmentarzu Centralnym Friedrichsfelde w Berlinie.

## Odznaczenia (wybór)
- Medal Złota Gwiazda Bohatera NRD (Medaille „Goldener Stern”) – dwukrotnie (1975, 1982)
- Medal Złota Gwiazda Bohatera Pracy (Ehrenzeichen „Held der Arbeit”) – dwukrotnie (1964, 1967)
- Order Karla Marksa (Karl-Marx-Orden) – pięciokrotnie (1957, 1973, 1977, 1982, 1987)
- Złoty Order Zasługi dla Ojczyzny (Der Vaterländische Verdienstorden, 1954)
- Medal „Złota Gwiazda” Bohater Związku Radzieckiego (25 grudnia 1987, ZSRR)
- Order Lenina – dwukrotnie (1973 i 1987, ZSRR)
- Order Czerwonego Sztandaru – dwukrotnie (ZSRR)
- Order Wojny Ojczyźnianej I klasy (ZSRR)